# Valašské muzeum v přírodě
Valašské muzeum v přírodě v Rožnově pod Radhoštěm je součástí Národního muzea v přírodě v České republice, organizuje sbírku nemovitých i movitých dokladů k dějinám lidové kultury, spravuje sbírkové předměty národopisného charakteru a v přirozené krajině umístěné objekty lidové architektury a technického stavitelství, dokumentuje lidovou kulturu národopisné oblasti Valašsko, Těšínské Slezsko a vede genealogickou evidenci rodů z regionu Moravské Valašsko.
Specializované expozice tvoří Dřevěné městečko, jedno z nejstarších ve střední Evropě (vznik v roce 1925), Valašská dědina, nejrozsáhlejší areál typu stylové vesnice i s chovem zvířat a prezentace způsobu hospodaření a pěstování plodin (tzv. živé muzeum), Mlýnská dolina, otevřená v roce 1982, s objekty technického stavitelství a funkčním technologickým zařízením, také s expozicí Dopravní prostředky na Valašsku (v objektu vozovny z Ostravice).
U vstupu do expozic tzv. Sušák (název objektu odvozen od sušení barvených přaden v původní úpravně textilií a bělidla z 19. století pro výrobu rožnovského plátna), uvnitř stálá národopisná expozice Městečko pod Radhoštěm (historie Rožnova pod Radhoštěm), pokladna, prodej upomínkových předmětů.
Ve správě muzea také dvě stavby s názvy Libušín a Maměnka (původně turistické útulny), podle projektu slovenského architekta Dušana Jurkoviče (1868–1947) vybudované ve stylu lidové secese na Pustevnách (horské sedlo, Moravskoslezské Beskydy), vnitřní výzdobu podle českého malíře Mikoláše Alše (1852–1913) namaloval akademický malíř Karel Štapfer (1863–1930). Objekty v péči muzea rekonstruovány od roku 1995, v roce 1999 zpřístupněna restaurace Libušín a v roce 2003 hotel Maměnka.
Od založení muzea v roce 1925 budována odborná knihovna, zaměřená zejména na kulturně historickou a etnografickou dokumentaci regionů Moravského Valašska, Těšínska a Kopanic, lidové stavitelství, řemesla a umění, v současnosti umístěná v tzv. Wilkově domě, veřejně přístupná.

## Historie
Musejní a národopisný spolek v Rožnově pod Radhoštěm (v roce 1911 spoluzakladatelé bratři Alois a Bohumír Jaroňkové) předložil podnět k založení muzea v přírodě již v roce 1913 s cílem zachránit několik původních staveb na rožnovském náměstí, v důsledku nadcházejících událostí spojených s První světovou válkou muzeum založeno až v roce 1925. Na vzniku se podíleli bratři Alois a Bohumír Jaroňkové.
Lidově někdy nazývané moravský skanzen v Rožnově pod Radhoštěm, druhé nejstarší muzeum v přírodě v českých zemích, za první expozici považována tzv. staročeská chalupa vzniklá v roce 1895 jako regionální národopisné muzeum (od roku 1967 součást Polabského národopisného muzea v Přerově nad Labem).
Valašské muzeum v přírodě v roce 1954 začleněno pod správu Krajského muzea v Gottwaldově (v současnosti Zlín) a v letech 1960 až 1970 působilo pod Okresním národním výborem ve Vsetíně. V roce 1971 převzal správu muzea Odbor kultury Severomoravského krajského národního výboru v Ostravě a v roce 1990 se stalo zřizovatelem muzejní instituce Ministerstvo kultury České republiky.
V průběhu roku ve Valašském muzeu v přírodě probíhají akce inspirované folklorem, lidovými zvyky (obyčeje) a tradičními řemesly, areál je využíván i pro další kulturní akce. Rozsah programu muzea rozšířil Jaroslav Štika (1931–2010), etnograf, historik a sbormistr, v letech 1972 až 1999 ředitel Valašského muzea v přírodě, systematicky bádal v oblasti valašského salašnického hospodaření, autorem práce Karpatské salašnictví na východní Moravě i dalších odborných publikací a studií.
V průběhu jeho působení vznikla expozice Mlýnská dolina a rozšiřována koncepce tzv. živého muzea, muzeum popularizoval v rámci Mezinárodního folklorního festivalu Rožnovské slavnosti, založil a také vedl pěvecký sbor Polajka, předsedal Valašskému muzejnímu a národopisnému spolku.
V letech 1971 až 1996 se na rozvoji expozic podílel Jiří Langer, etnolog a historik, vedl etnografický úsek muzea, zajistil přípravu expozice Mlýnská dolina, dostavbu Valašské dědiny a přestavbu Dřevěného městečka. Organizoval výstavy s tématem lidového stavitelství, popularizoval lidovou kulturu České republiky a Slovenska, v letech 1974 až 1977 v rámci mezinárodní výstavy Lidová kultura západních Karpat také v Dánsku, Finsku a Norsku.
V oblasti expozic muzeí v přírodě editor metodické příručky Národopisná muzea v přírodě – teoretická a metodická východiska k realizaci, autor prvního dílu a spoluautor dalších tří u čtyřsvazkové monografie Beskydy, encyklopedie Evropská muzea v přírodě, specializoval se na publikace o dřevěných kostelech a dalších stavbách v oblasti Karpat. Za dlouholeté zásluhy o systematickou prezentaci a poznání české kultury u nás i v zahraničí obdržel v roce 2016 ocenění Artis Bohemiae Amicis (Přátelům českého umění), udělované ministrem kultury České republiky.
Dne 4. prosince 2016 v rámci muzea slavnostně otevřena dlouhodobá výstava „Jak jde kroj, tak se stroj”, s podtitulem „Lidový oděv sedmi generací na moravském Valašsku”. Tvoří ji sbírkové předměty z oblasti lidového oděvu a textilií na moravském Valašsku z období konce 18. století až do poloviny 20. století, textilní sbírka náleží mezi nejkomplexnější v rámci muzejních institucí Česka (kolem 20 000 položek), naposledy prezentována výstavou „Vyšíváno pod Radhoštěm”, v roce 1988 ve Vlastivědném muzeu ve Vsetíně a v roce 1985 v Národopisném oddělení Národního muzea v Praze.
Dne 11. prosince 2018 v objektu Fojtství (kopie objektu z Velkých Karlovic) podepsal Antonín Staněk, ministr kultury, zřizovací listinu Národního muzea v přírodě, příspěvkové organizace Ministerstva kultury České republiky. Valašské muzeum v přírodě se stalo organizačním útvarem muzejní instituce národního významu (dalšími Hanácké muzeum v přírodě, Muzeum v přírodě Vysočina a Muzeum v přírodě Zubrnice).

## Části muzea

### Dřevěné městečko
Nejstarší část muzea, pro veřejnost otevřeno v roce 1925, v areálu také první přenesené domy z rožnovského náměstí (radnice, Billův měšťanský dům), Fojtství je kopií stavby z Velkých Karlovic, dřevěný kostelík sv. Anny kopií vyhořelého kostela v obci Větřkovice (postaven v období 2. světové války, osazen věží z Tiché a vysvěcen v roce 1945).
Kolem kostelíka sv. Anny je hřbitov zvaný Valašský Slavín, místem připomenutí a uctění života a díla významných osobností východní Moravy, které se zasloužily o rozkvět a povznesení Moravského Valašska, v současnosti čestným pohřebištěm.
Mezi nejznámější osobnosti zde pohřbené patří čtyřnásobný olympijský vítěz a světový běžecký rekordman Emil Zátopek, olympijská vítězka (oštěp) Dana Zátopková, olympijský vítěz ve skoku na lyžích a český lyžař století Jiří Raška, olympijský vítěz v hodu diskem Ludvík Daněk, zakladatelé Valašského muzea, bratři Bohumír a Alois Jaroňkovi. Symbolický hrob zde má evangelický kněz a autor Broučků Jan Karafiát. Jsou zde uloženy ostatky spisovatelů Metoděje Jahna, Čeňka Kramoliše, Marie Podešvové, malíře valašské krajiny Jaroslava Frydrycha, a také folklorní zpěvačky Jarmily Šulákové. Symbolický hrob zde má pravoslavný kněz a účastník protinacistického odboje, Vladimír Petřek (jehož ostatky byly po jeho popravě zničeny), uctívaný v pravoslavné církvi od roku 2020 jako světec a novomučedník.

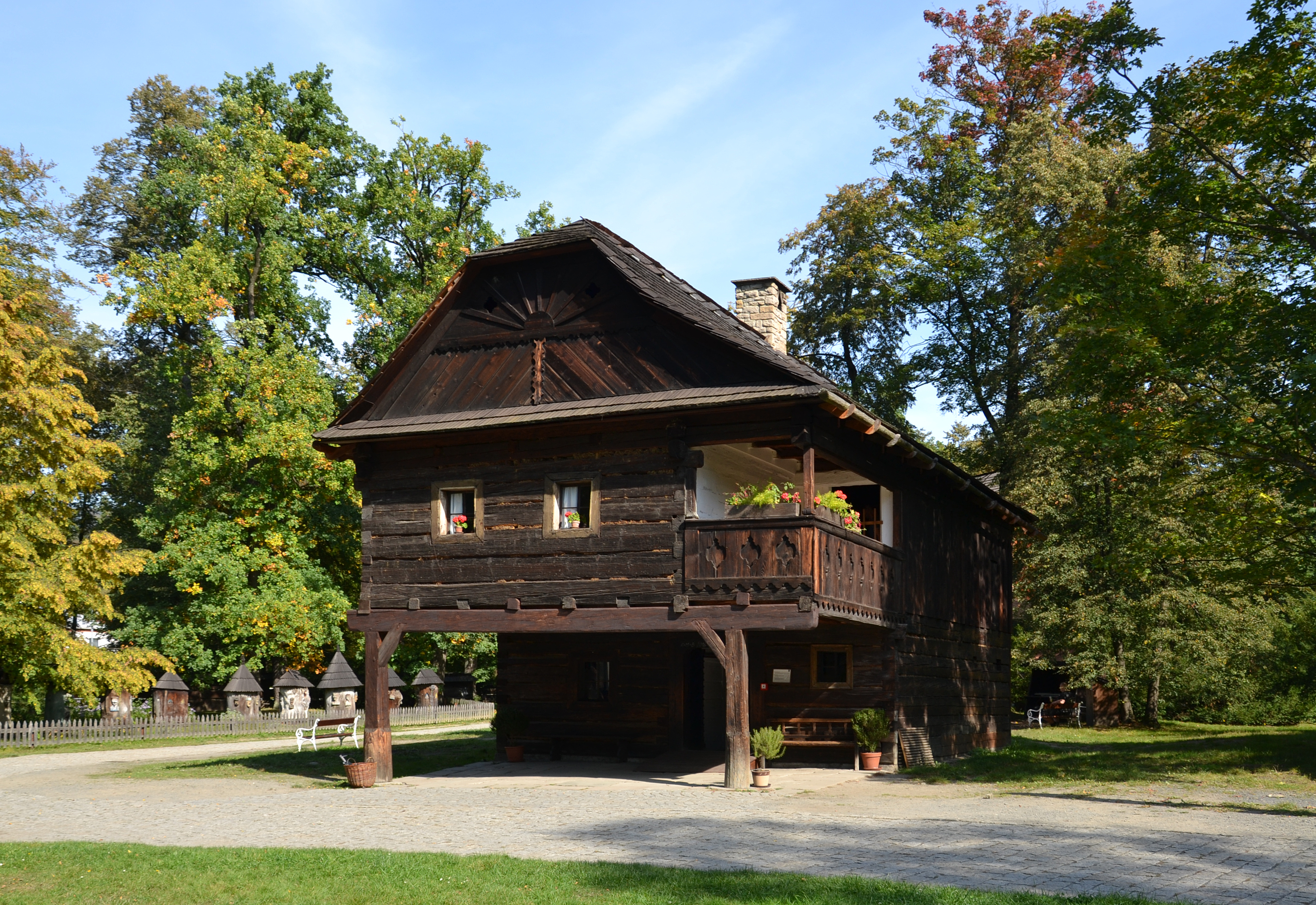
Billův měšťanský dům
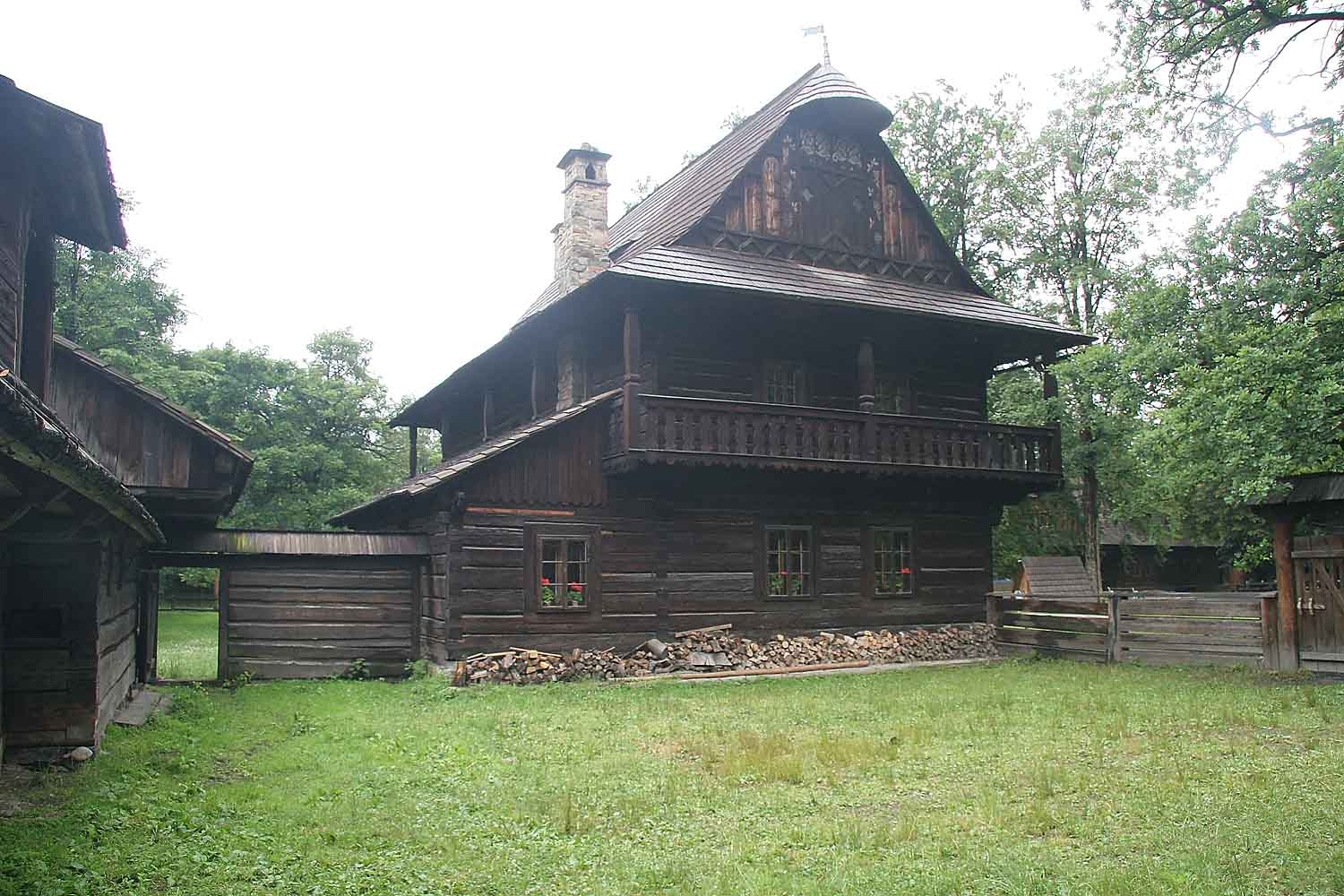
Fojtství z Velkých Karlovic
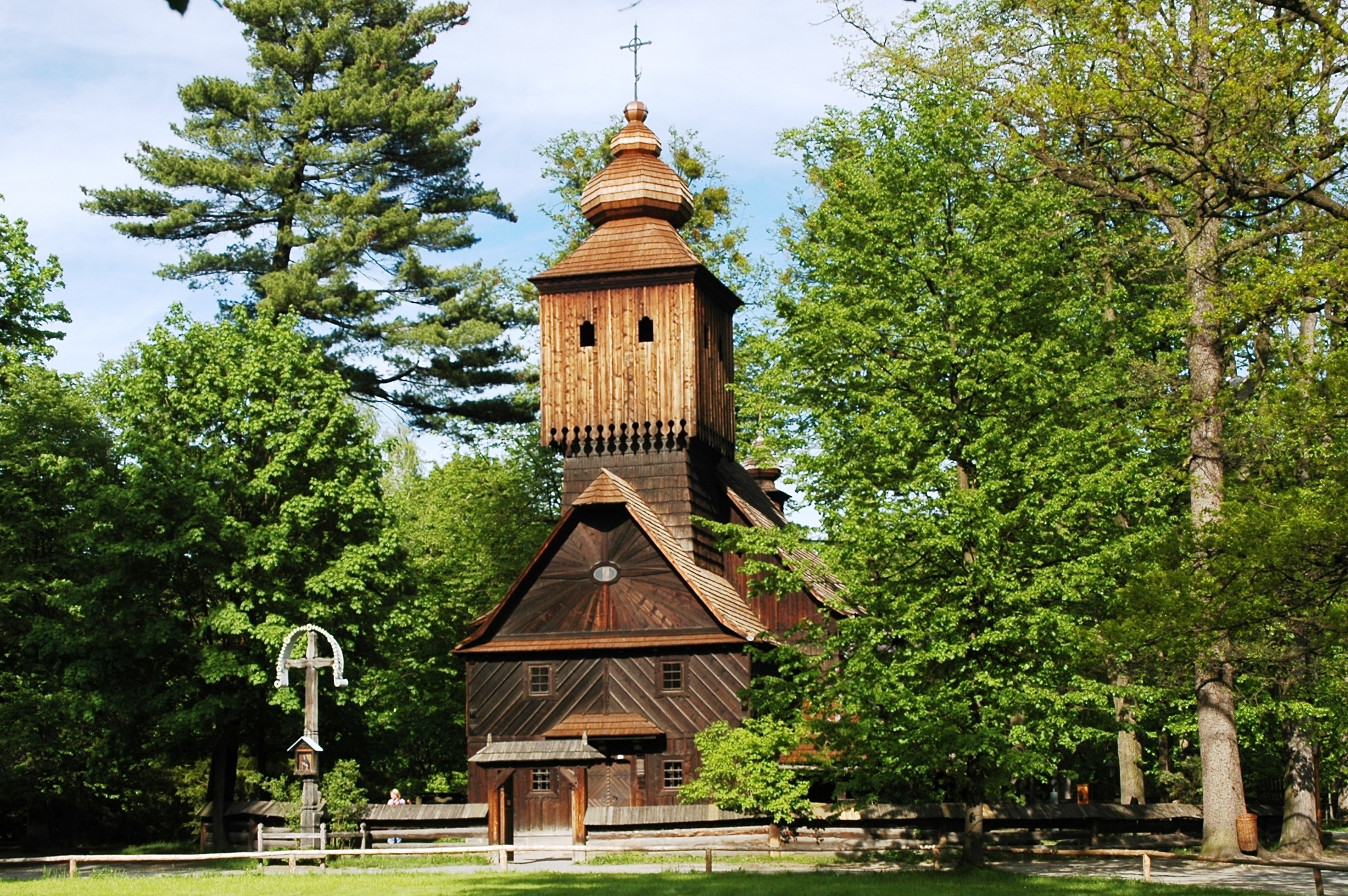
Kostel sv. Anny z Větřkovic u Příbora
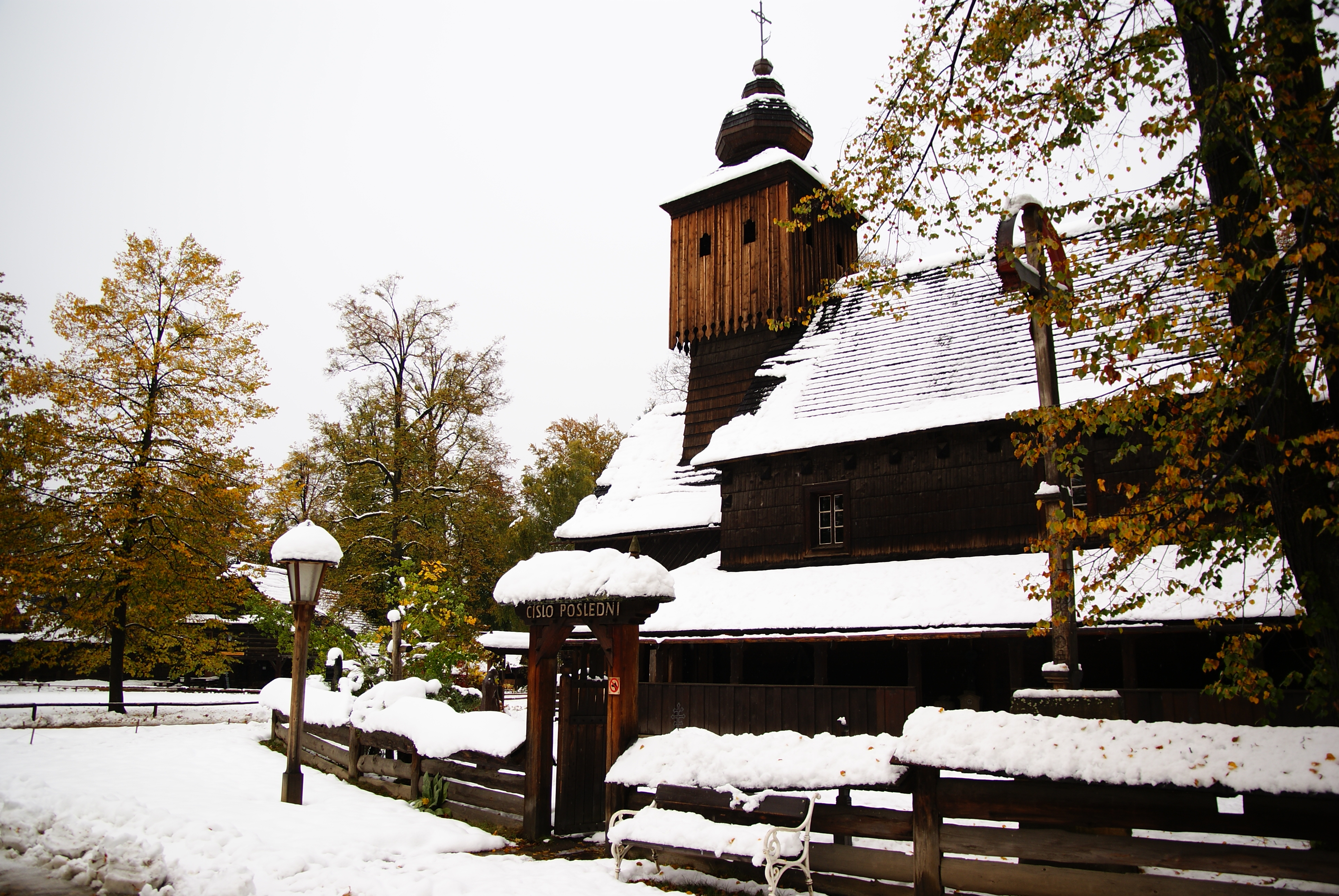
Kostel sv. Anny a Valašský Slavín v zimě
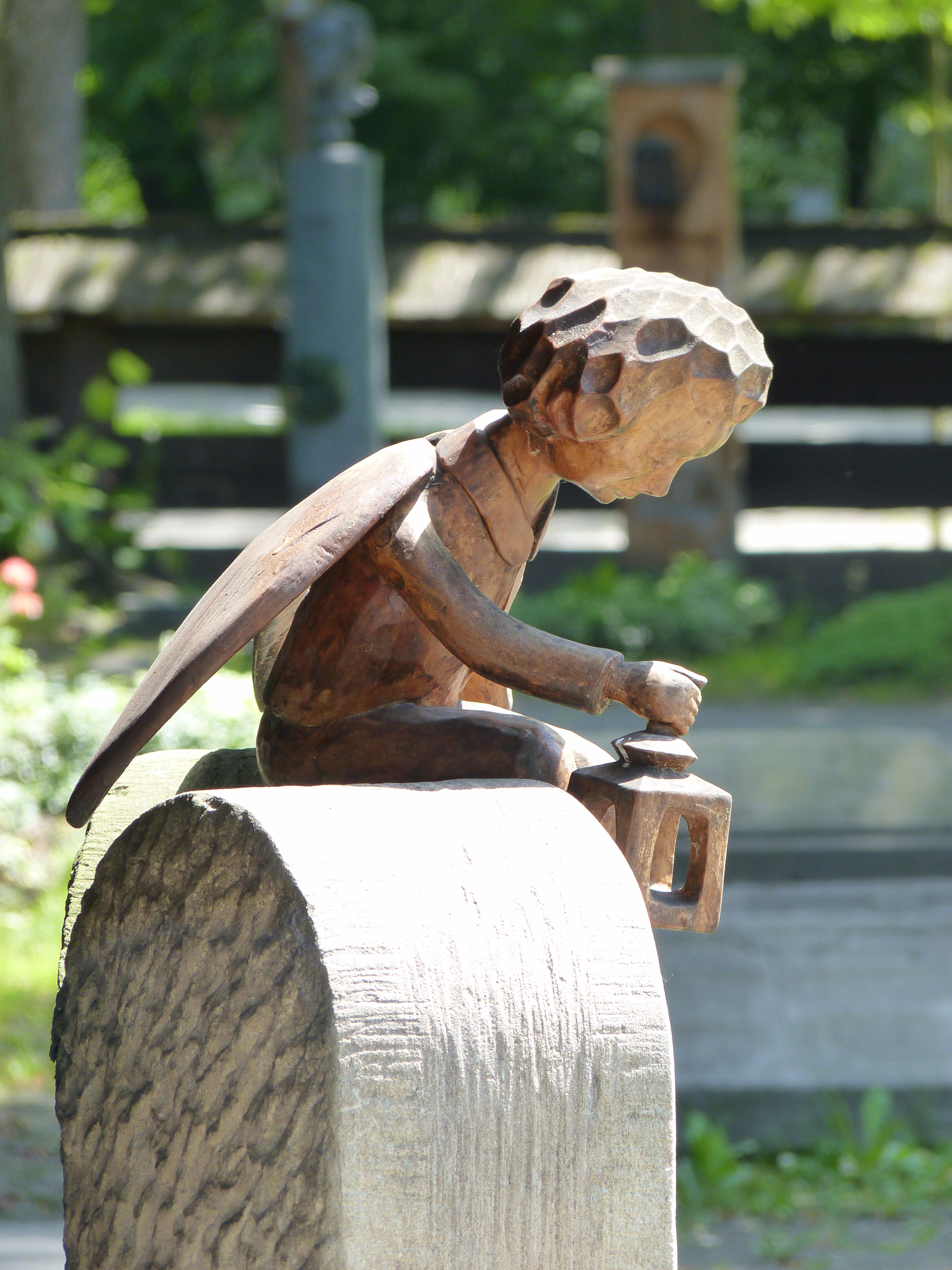
Brouček na symbolickém hrobu J. Karafiáta
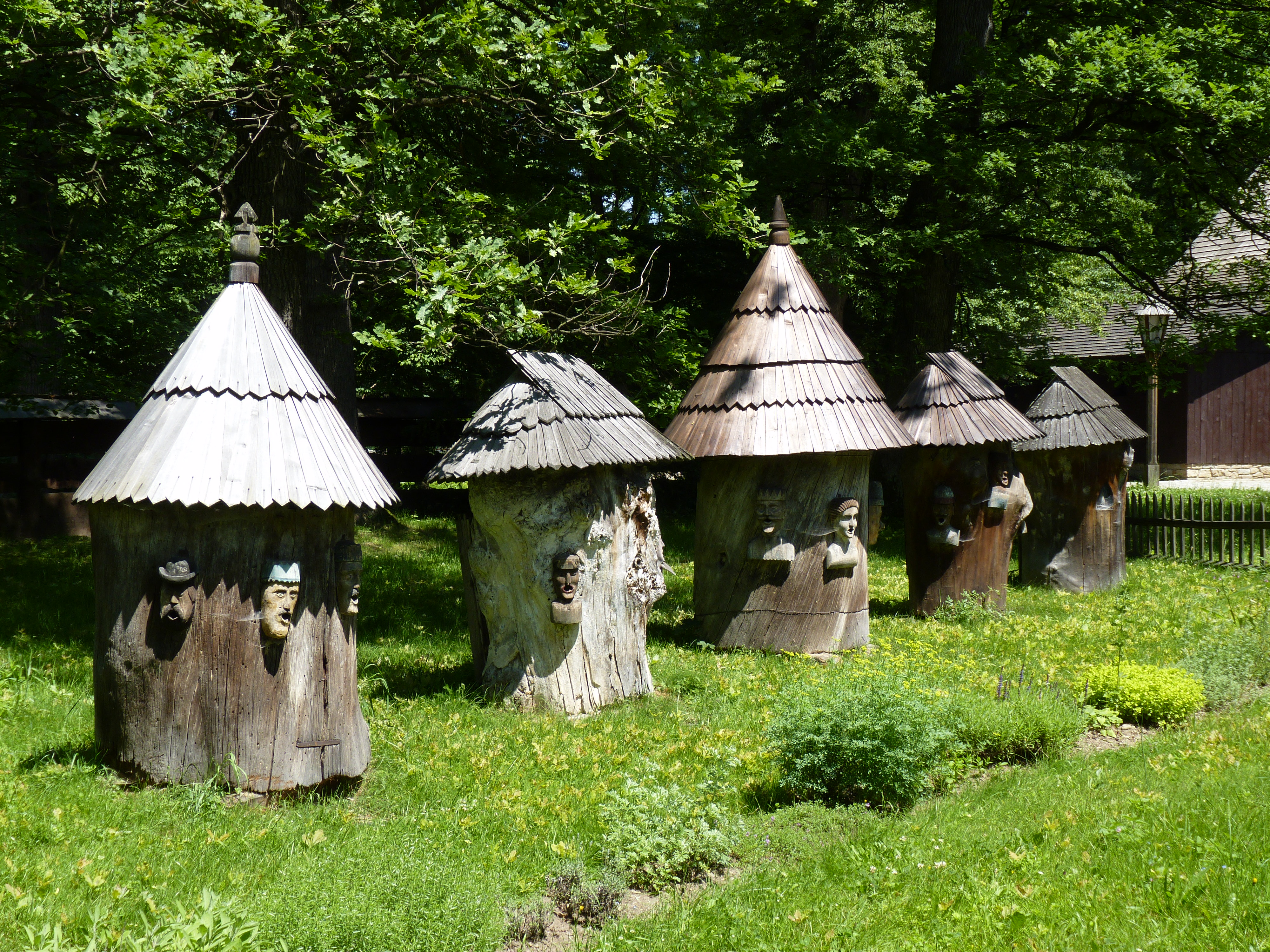
Včelí úly

### Mlýnská dolina
Nejmladší částí muzea, pro veřejnost byla otevřena v roce 1982, shromažďuje funkční technické stavby (valcha, mlýn, pila, hamr, lisovna oleje), většina exponátů je poháněna vodou.

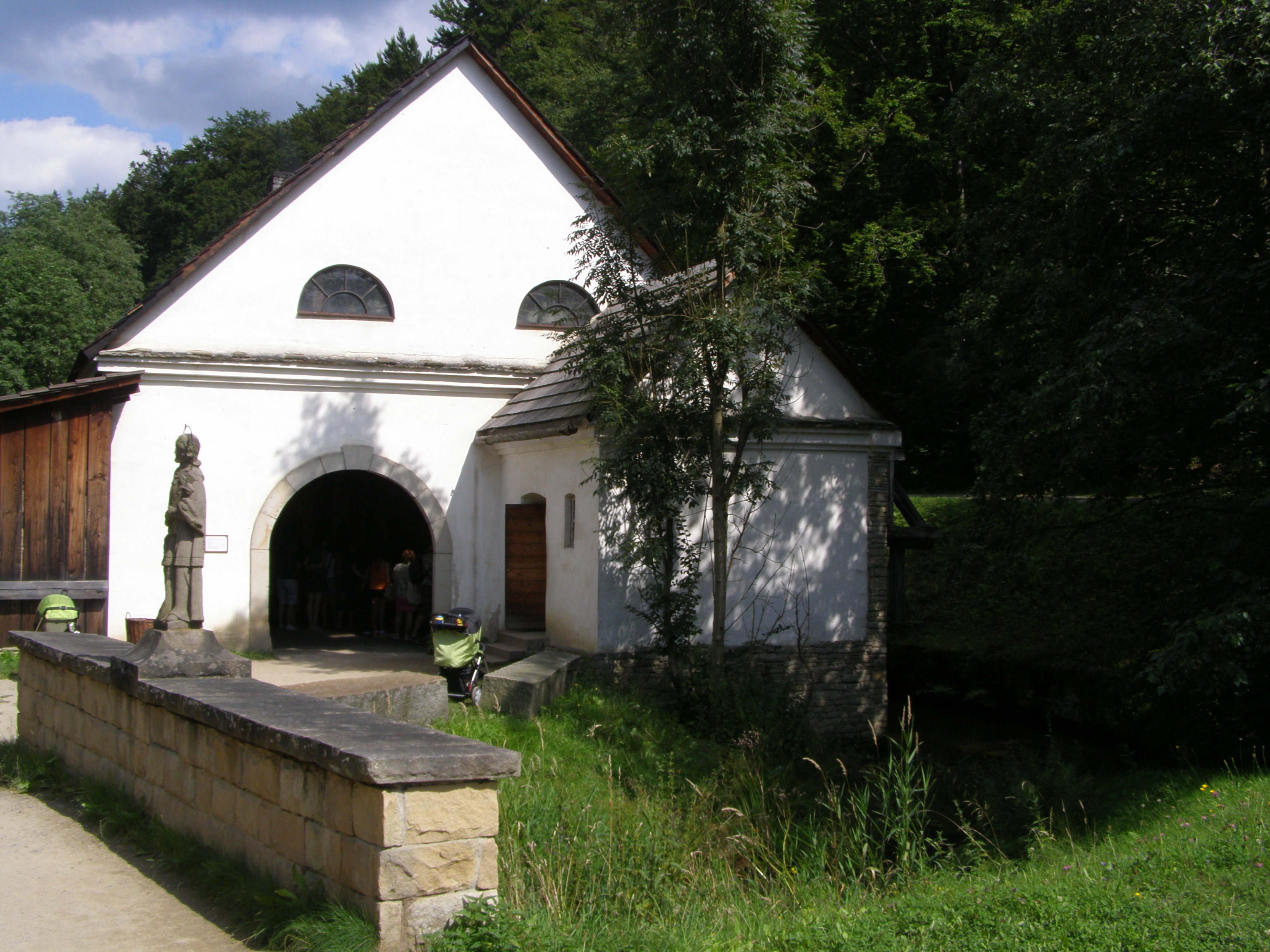
Hamr z Ostravice
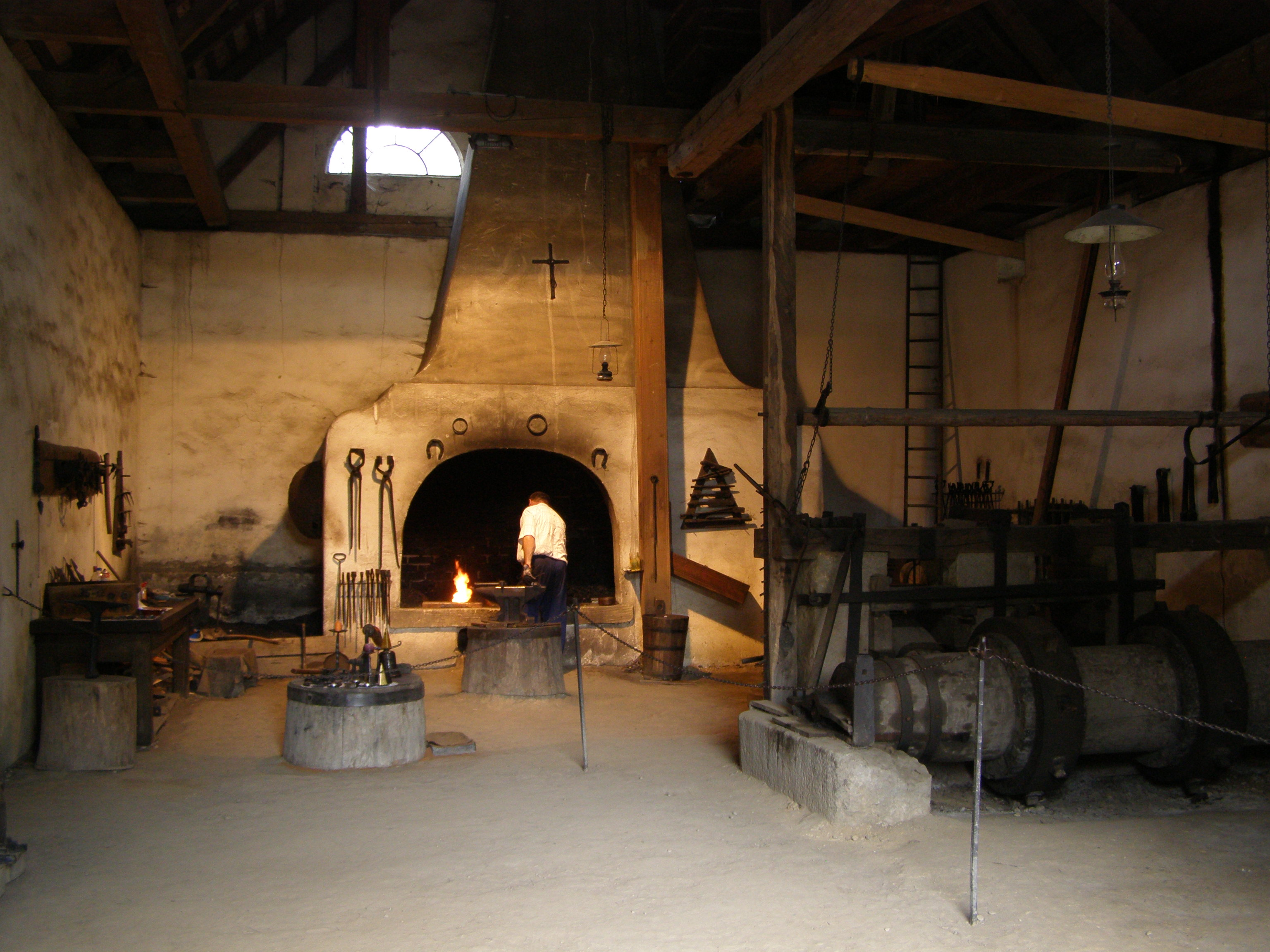
Interiér hamru
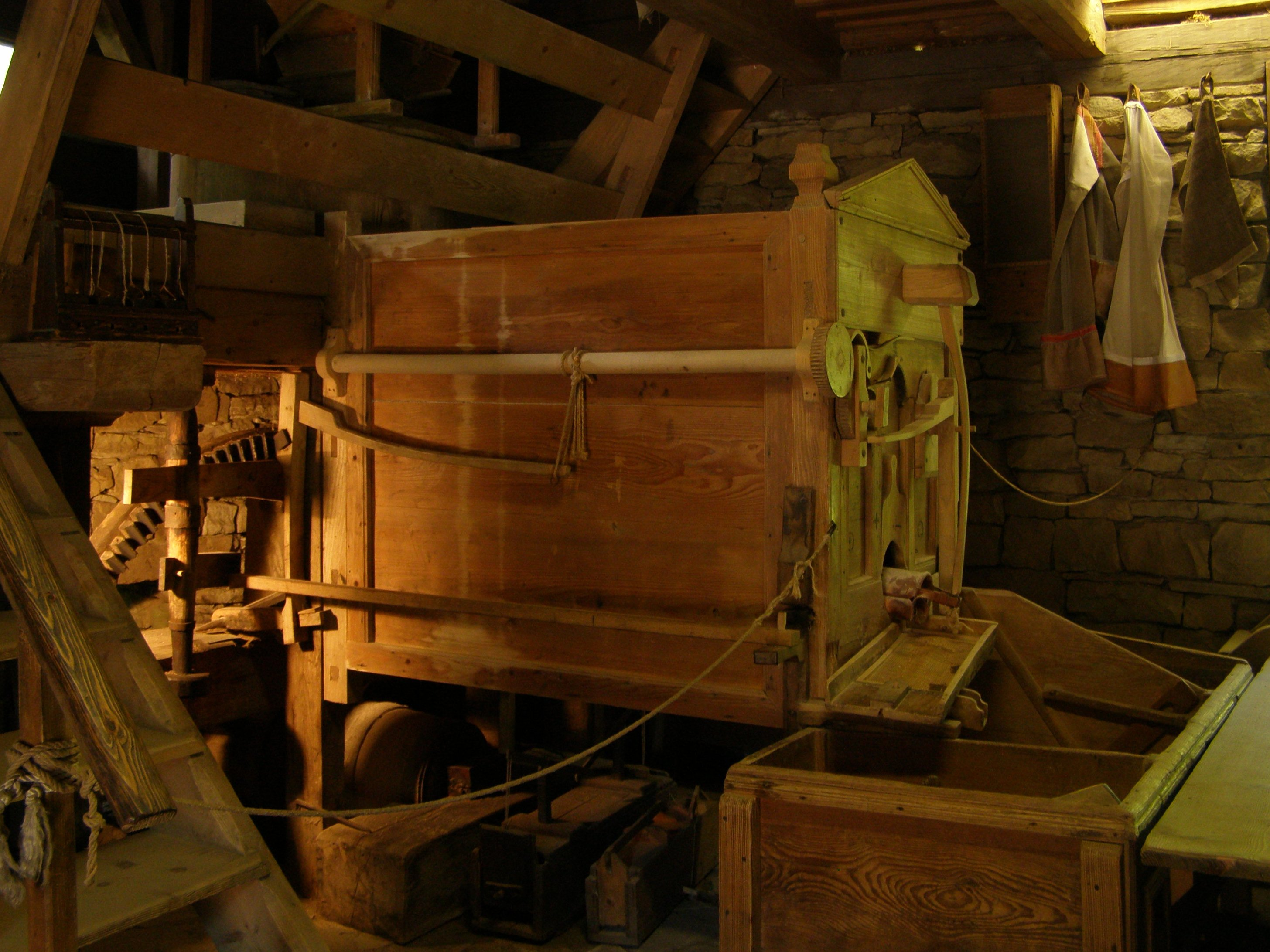
Moučnice v mlýnu z Velkých Karlovic
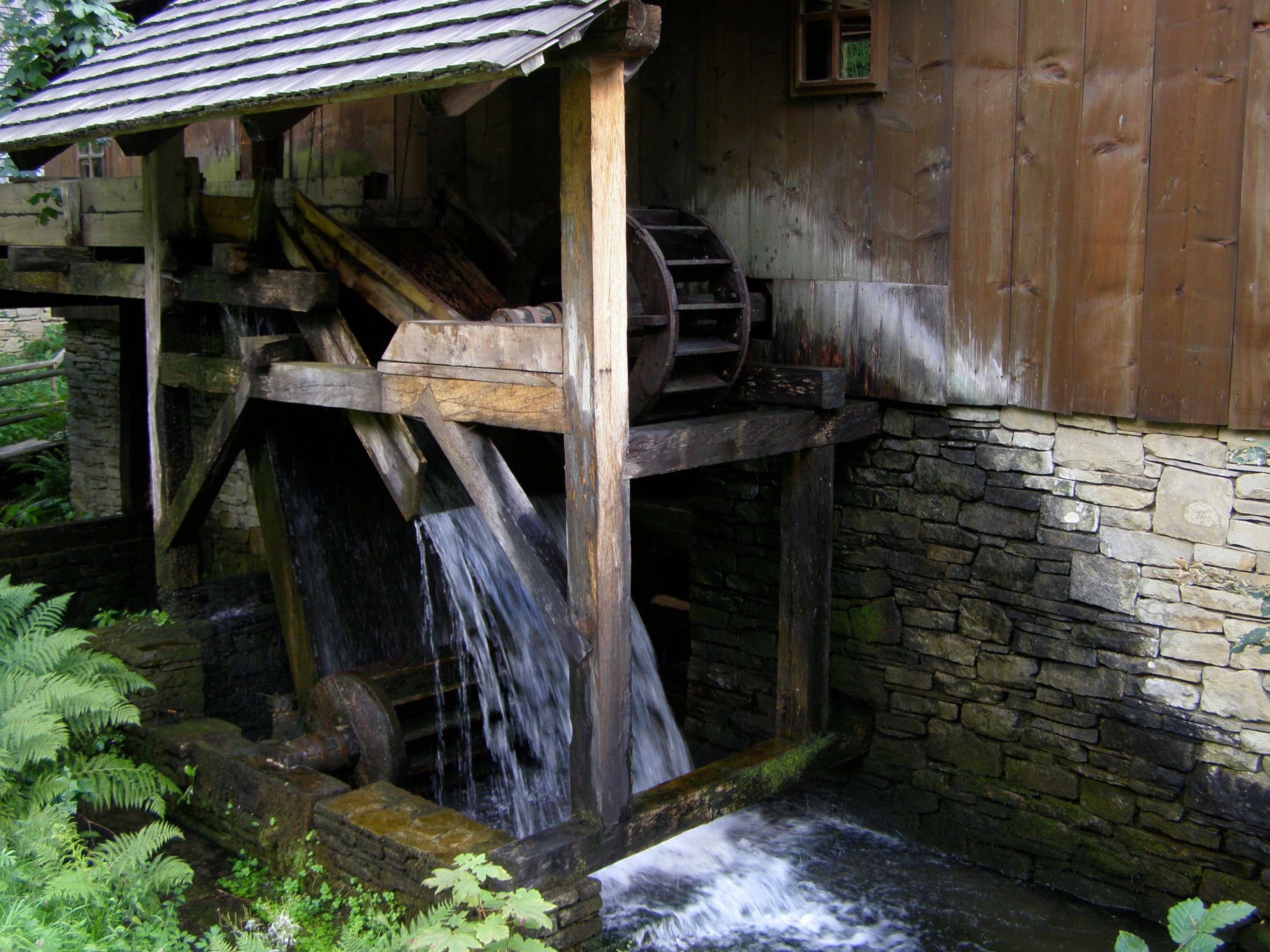
Vodní kolo pily z Velkých Karlovic

### Valašská dědina
Nejrozsáhlejší část muzea v přírodě, v areálu soustředěno více než 70 staveb, hospodářská stavení, salaše, stáje, kovárna a větrný mlýn představují typické osídlení Valašska, první objekty vybudovány v roce 1962 a v roce 1972 zpřístupněn areál veřejnosti. Součástí tzv. živé muzeum, pěstování plodin a například chov původního valašského plemene ovcí.

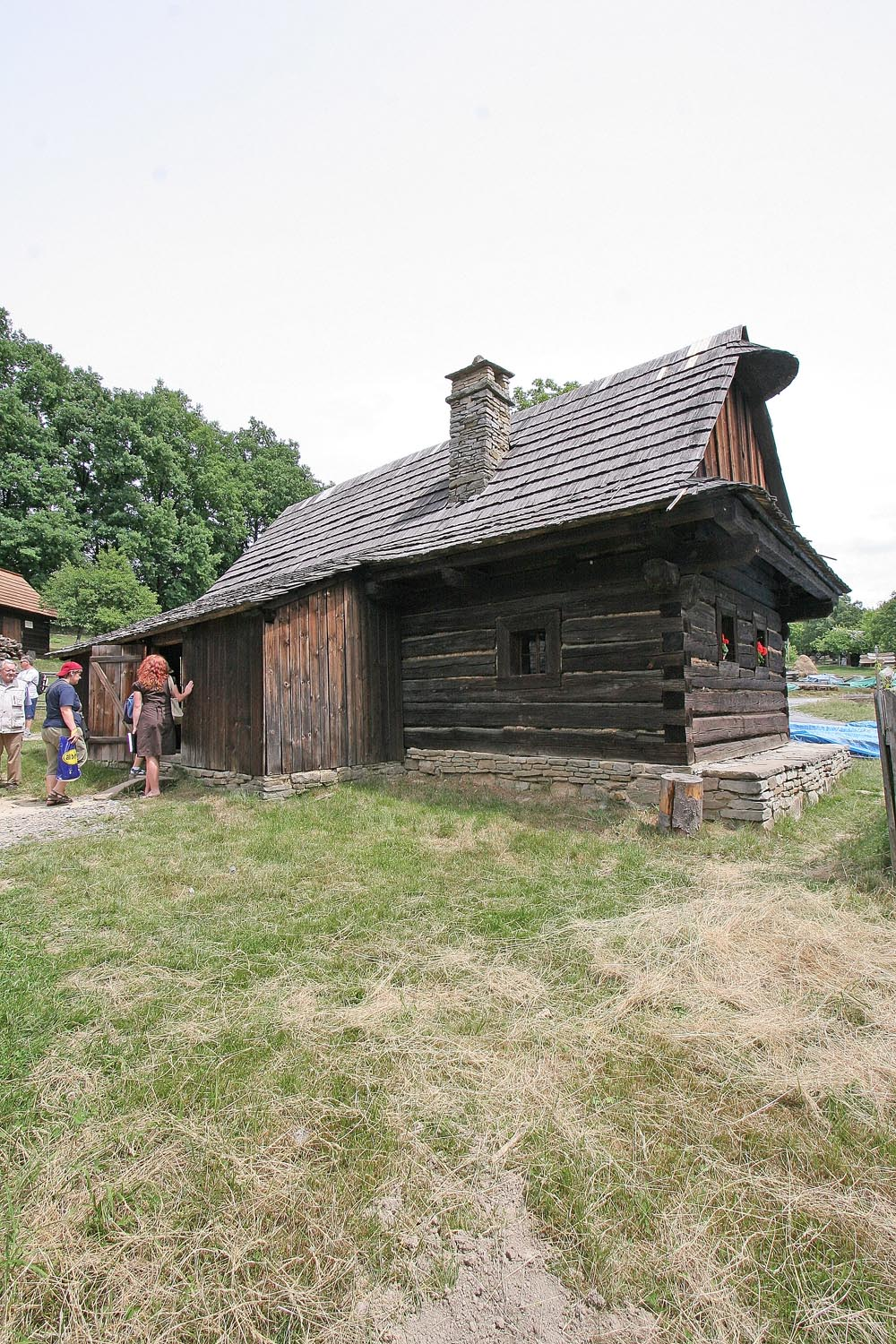
Blinkova chalupa z Horní Bečvy
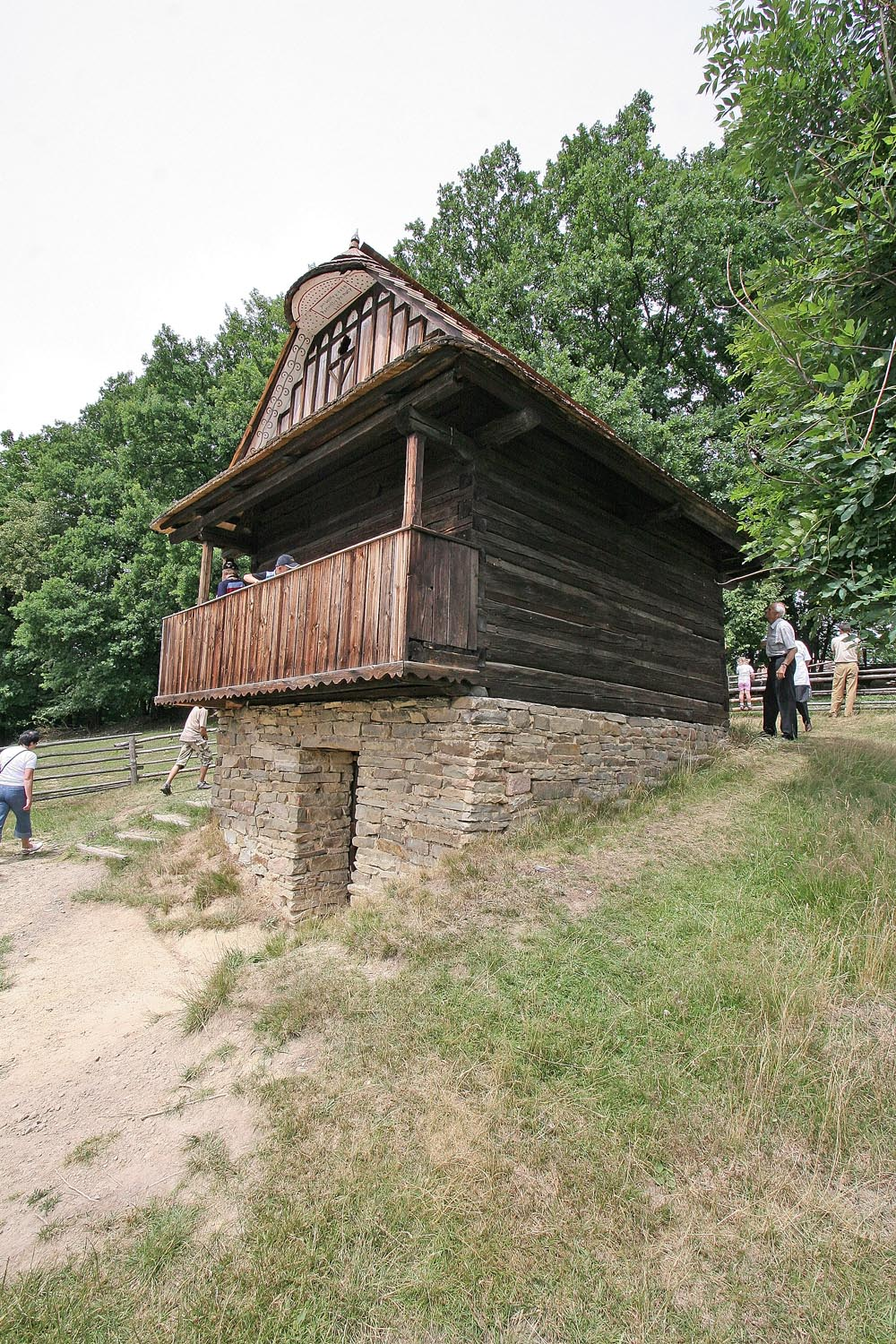
Komora a sušárna ovoce ze Seninky
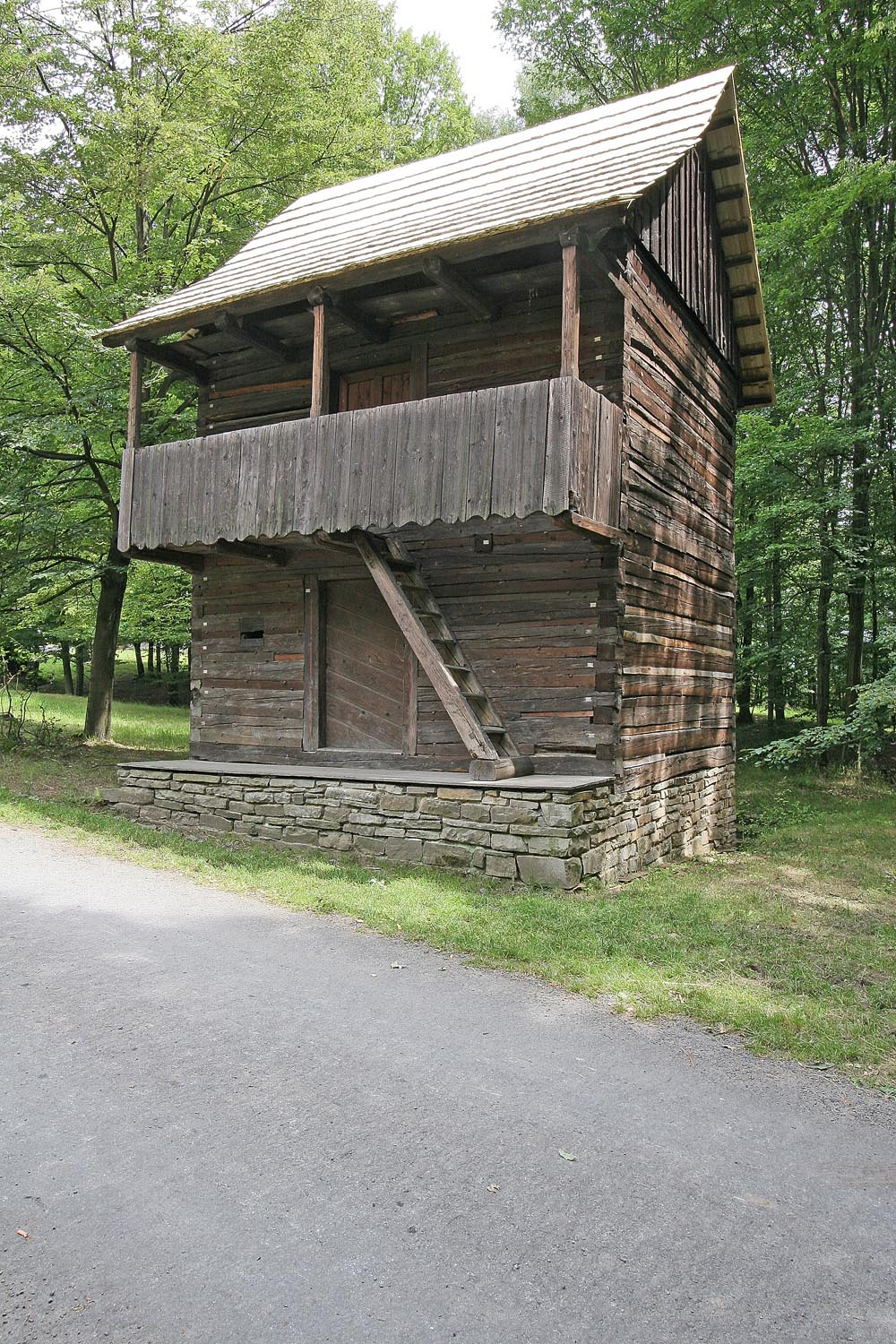
Sýpka v usedlosti fojta z Lidečka
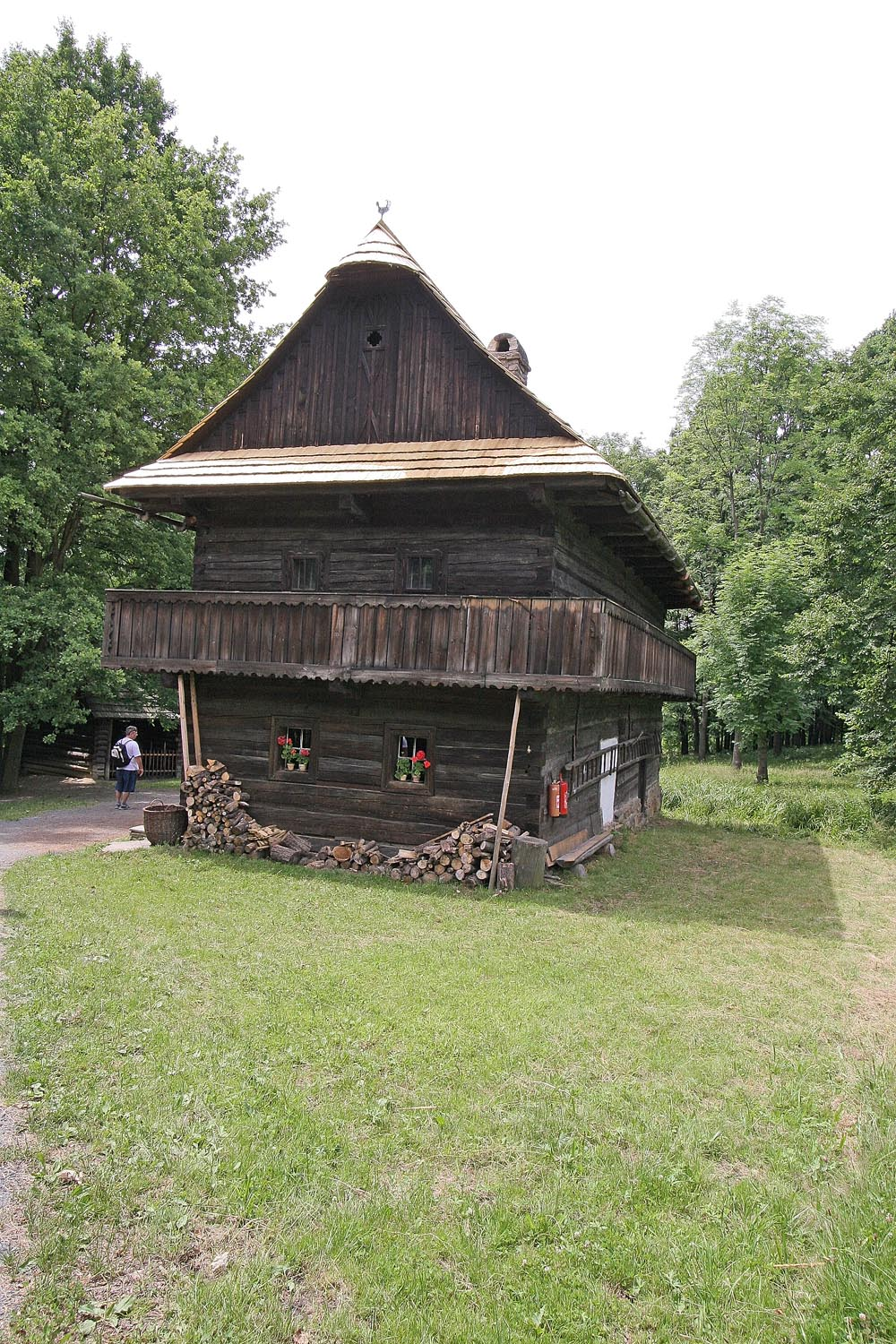
Usedlost fojta z Lidečka
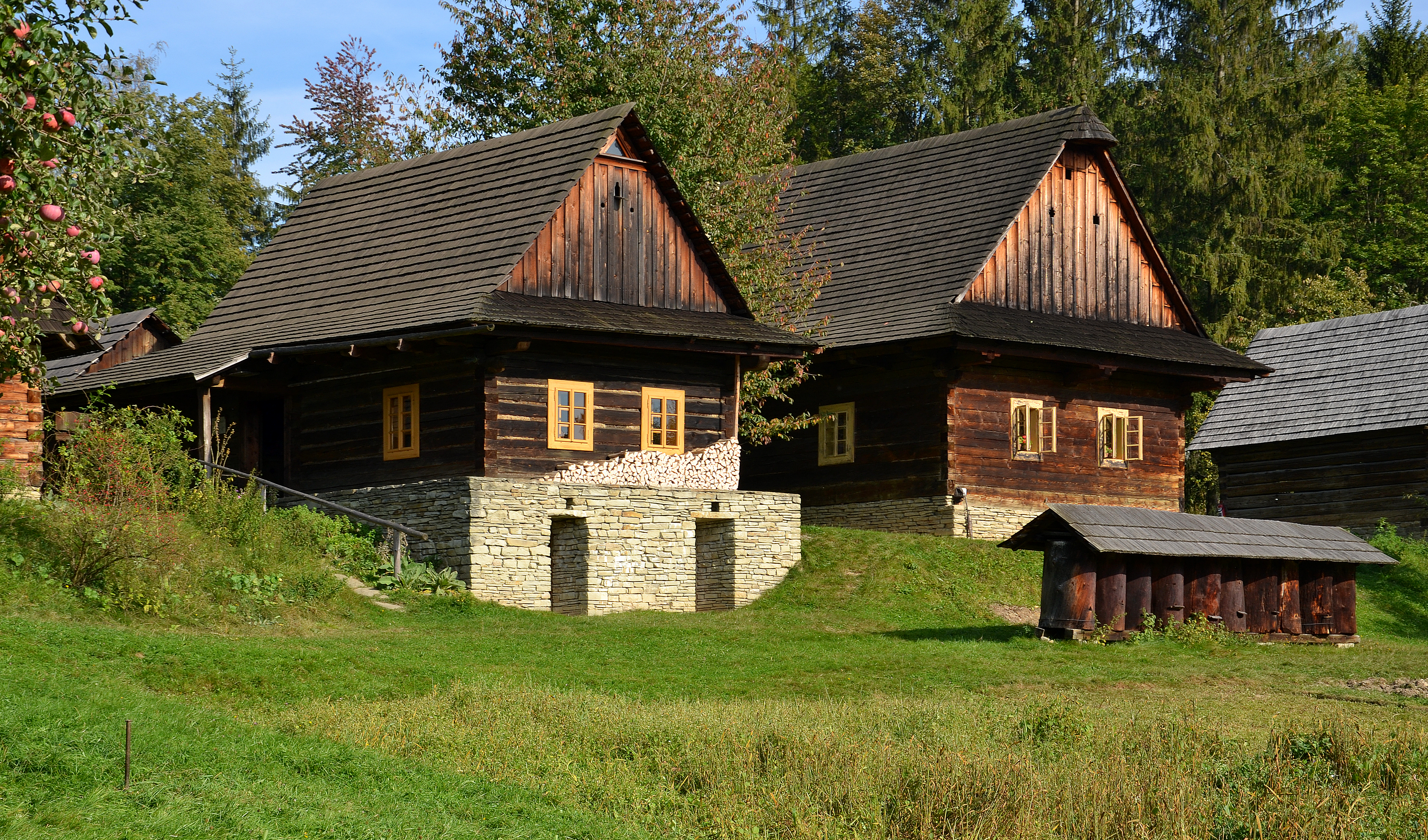
Usedlosti z Nového Hrozenkova
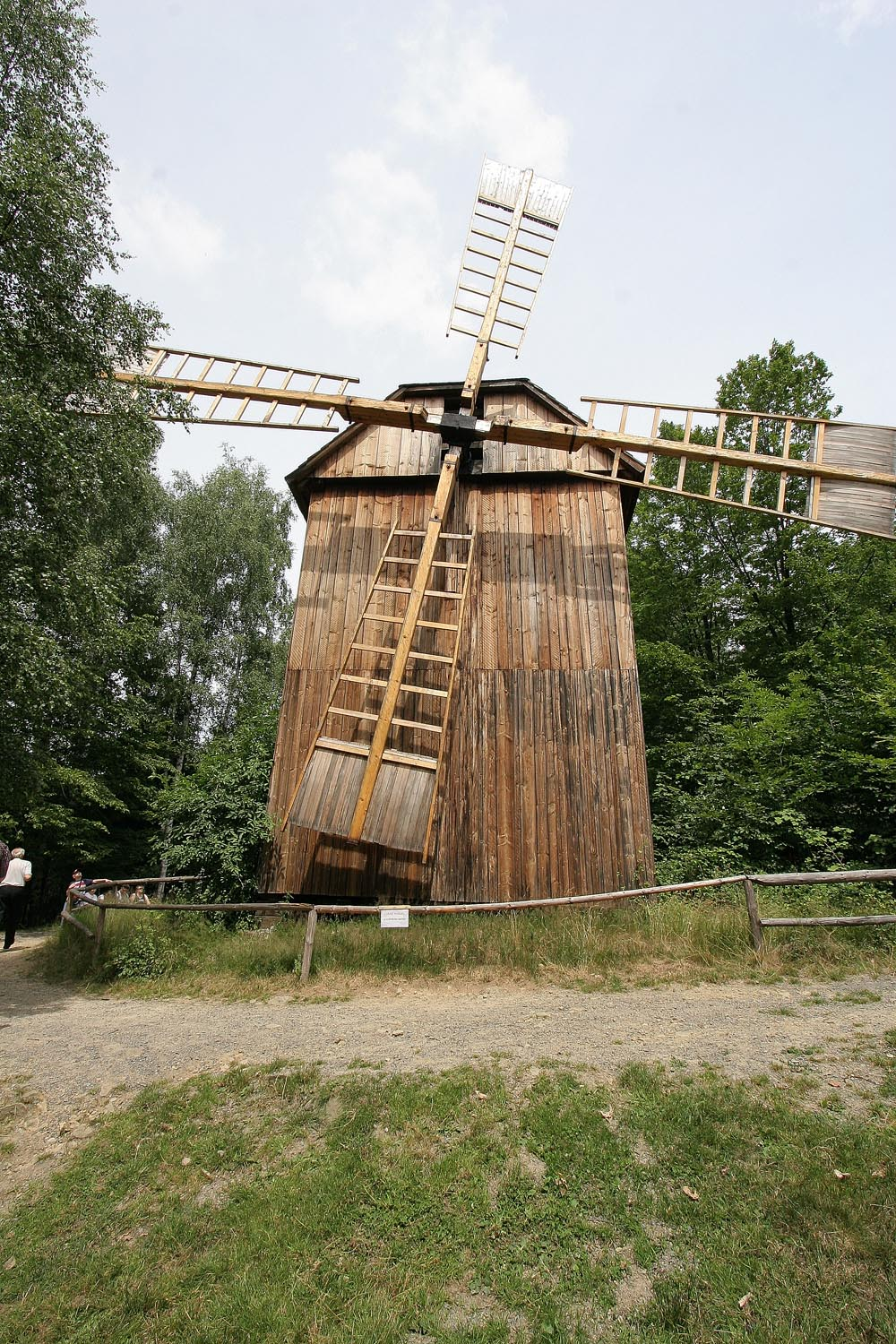
Větrný mlýn z Kladník
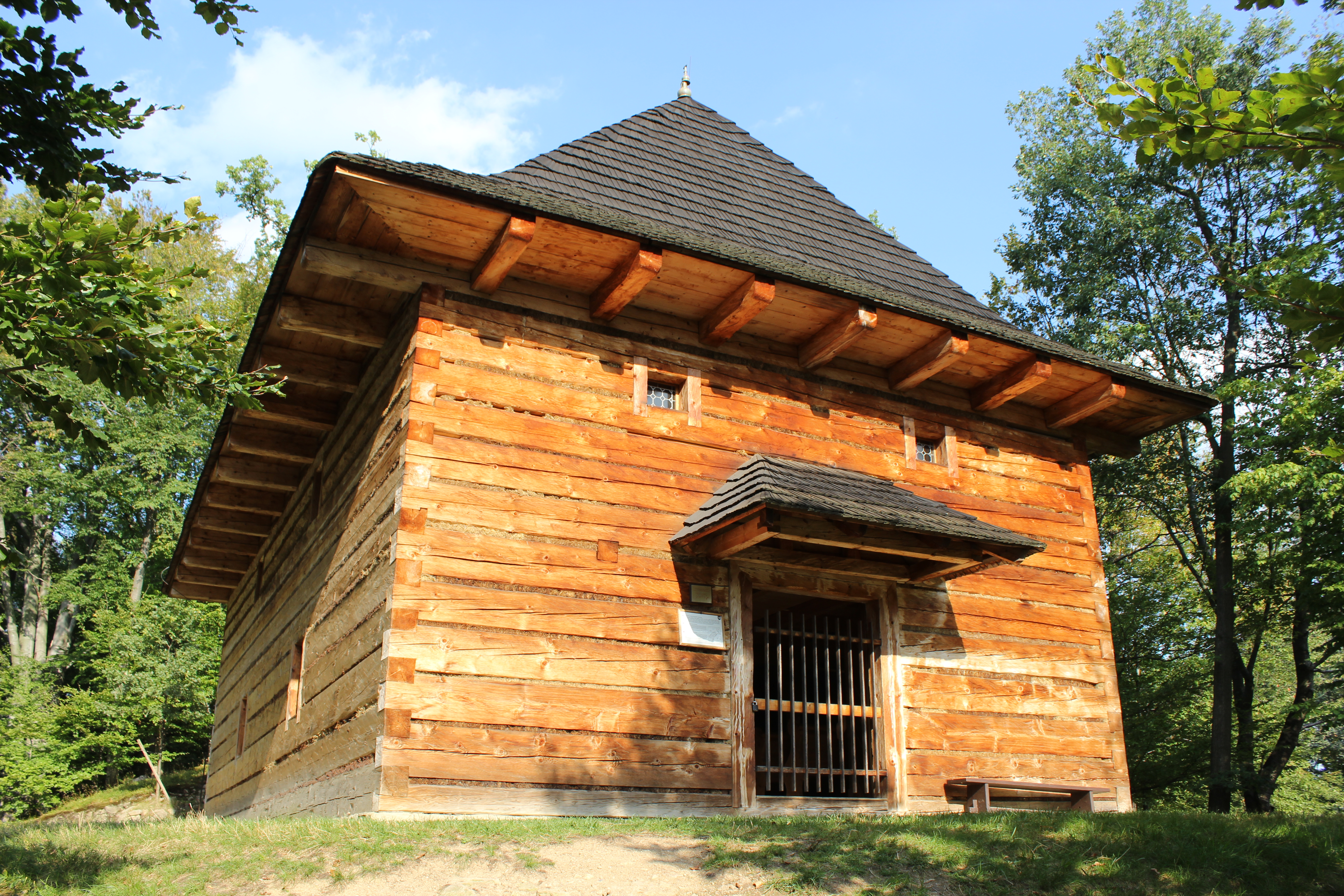
Evangelický toleranční kostel z Huslenek

### Pustevny
Ve správě muzea od roku 1995 dva objekty ve stylu tzv. lidové secese, původně turistické útulny, v současnosti restaurace Libušín (dne 3. března 2014 objekt poškozen požárem) a hotel Maměnka na Pustevnách, postaveny podle lidovou architekturou inspirovaného návrhu architekta Dušana Jurkoviče.

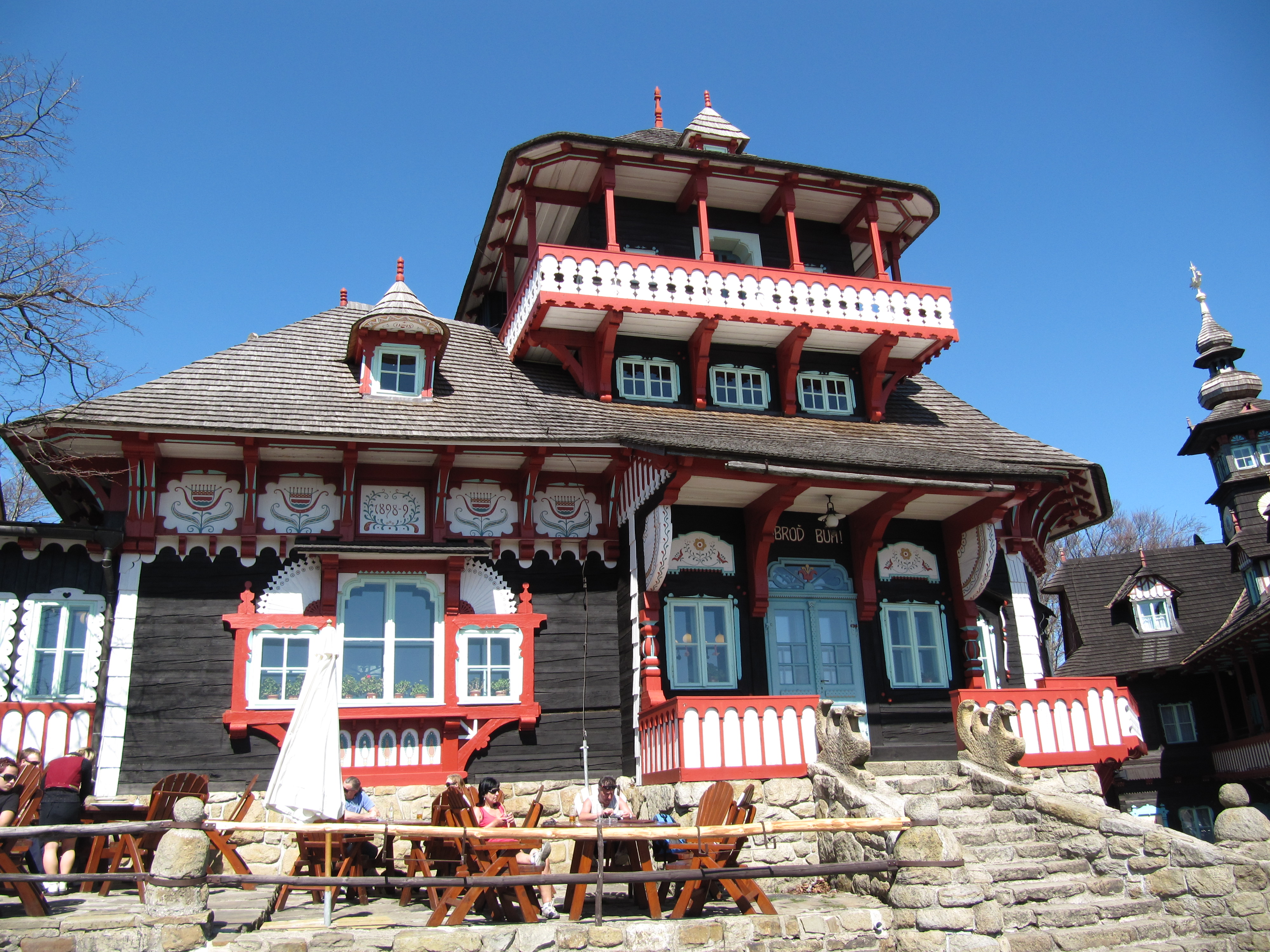
Libušín
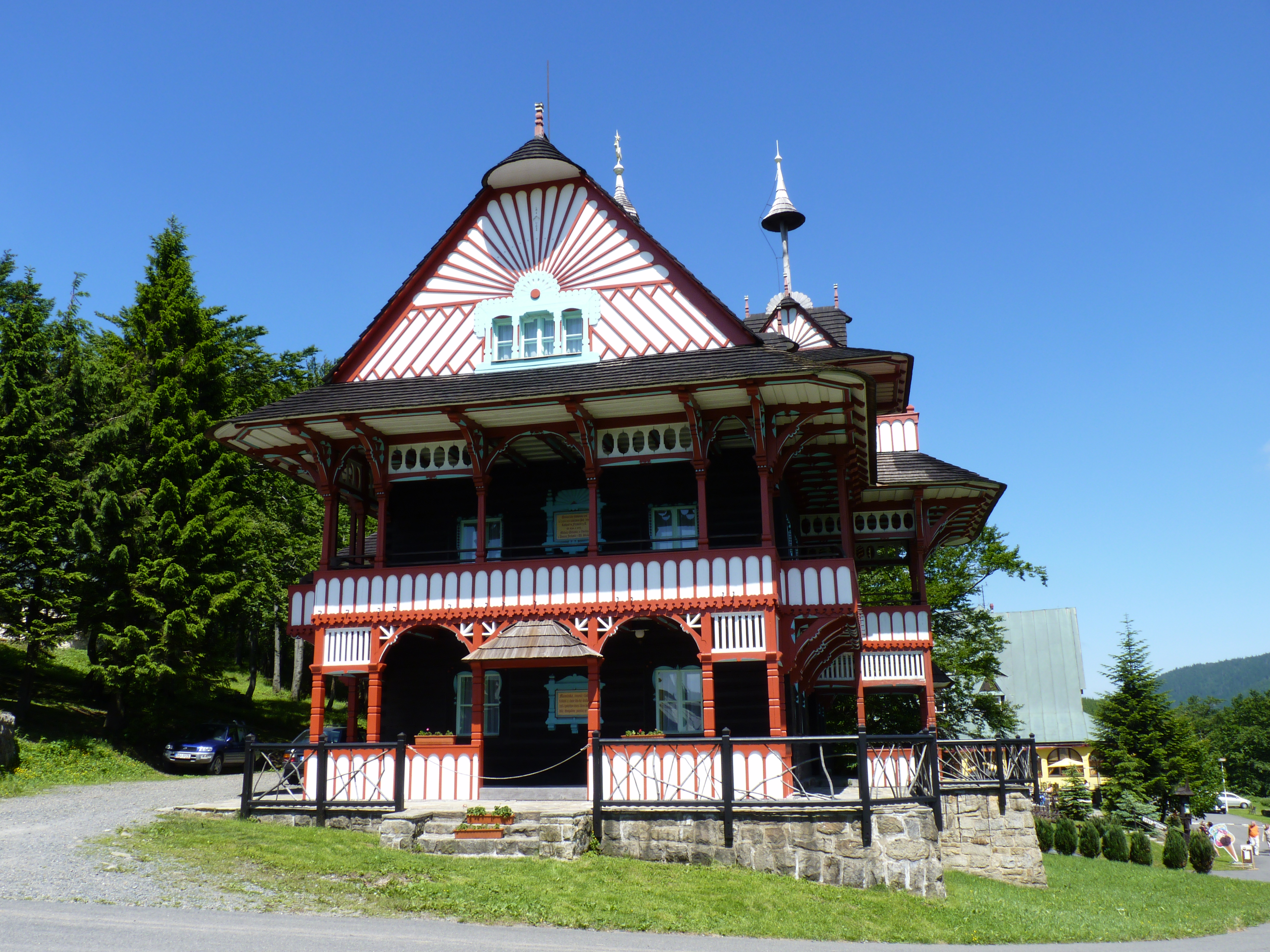
Maměnka

## Zázemí muzea

### Ředitelství
Ředitelství muzea sídlí v bývalé obytné budově (čp. 147, Palackého ulice, tzv. Herliczkova vila), s účinností od 11. prosince 2018 současně sídlo Národního muzea v přírodě.

### Provozní budova (tzv. Sušák)
Od 1. května 2006 vstupní budova muzea do dvou částí areálu, Valašské dědiny a Mlýnské doliny (uvnitř objektu pokladny, výstavní prostory, toalety pro návštěvníky, prodejna upomínkových předmětů a stálá výstava Městečko pod Radhoštěm).
Objekt v průběhu 19. až 20. století tzv. bělidlo a sušárna textilií, výroba rožnovského plátna. V roce 1858 původní budovu zakoupil rožnovský obchodník s plátnem Čeněk Janík, přestavěl ji a v roce 1861 uvedl dílnu do provozu, sloužila k bělení, škrobení, sušení a mandlování plátna. Po Janíkově smrti dílnu provozoval Jindřich Tkadlec. V roce 1888 objekt zakoupil Karl Thomas Herliczka (1800–1902), majitel tkalcovny v Místku, jeho syn Karl Rudolf Herliczka (nar. 24.3.1878 ve Frýdku) provozoval tzv. bělidlo a úpravnu v letech 1902 až 1941, v roce 1945 majetek zkonfiskován státem podle dekretu číslo 108/1945 Sb. presidenta republiky ze dne 25. října 1945 o konfiskaci nepřátelského majetku. Areál předán národnímu podniku Moravsko-slezské pletárny, později součást národního podniku Loana, využíván jako skladovací objekt.
V roce 1987 objekt získalo Valašské muzeum v přírodě. V letech 2001–2005 prošla budova celkovou přestavbou, podle projektu Ing. Josefa Janečka realizovala firma Zlínstav, a.s.

### Knihovna
Knihovna budována od založení muzea v roce 1925, v současnosti ve zrekonstruovaném objektu (čp. 483 a 484, Palackého ulice, tzv. Wilkův dům), ve fondu 19 000 položek, kromě knih a periodik k dispozici i obsáhlá databáze obrazových a zvukových záznamů.

### Genealogické centrum Valašska
Dne 1. prosince 2000 zahájilo činnost Genealogické centrum Valašska, umístěno v bývalé vile a dílnách Aloise Jaroňka (čp. 518, Čechova ulice). Genealogická sbírka obsahuje kartotéku s prameny ze 16. až 18. století.

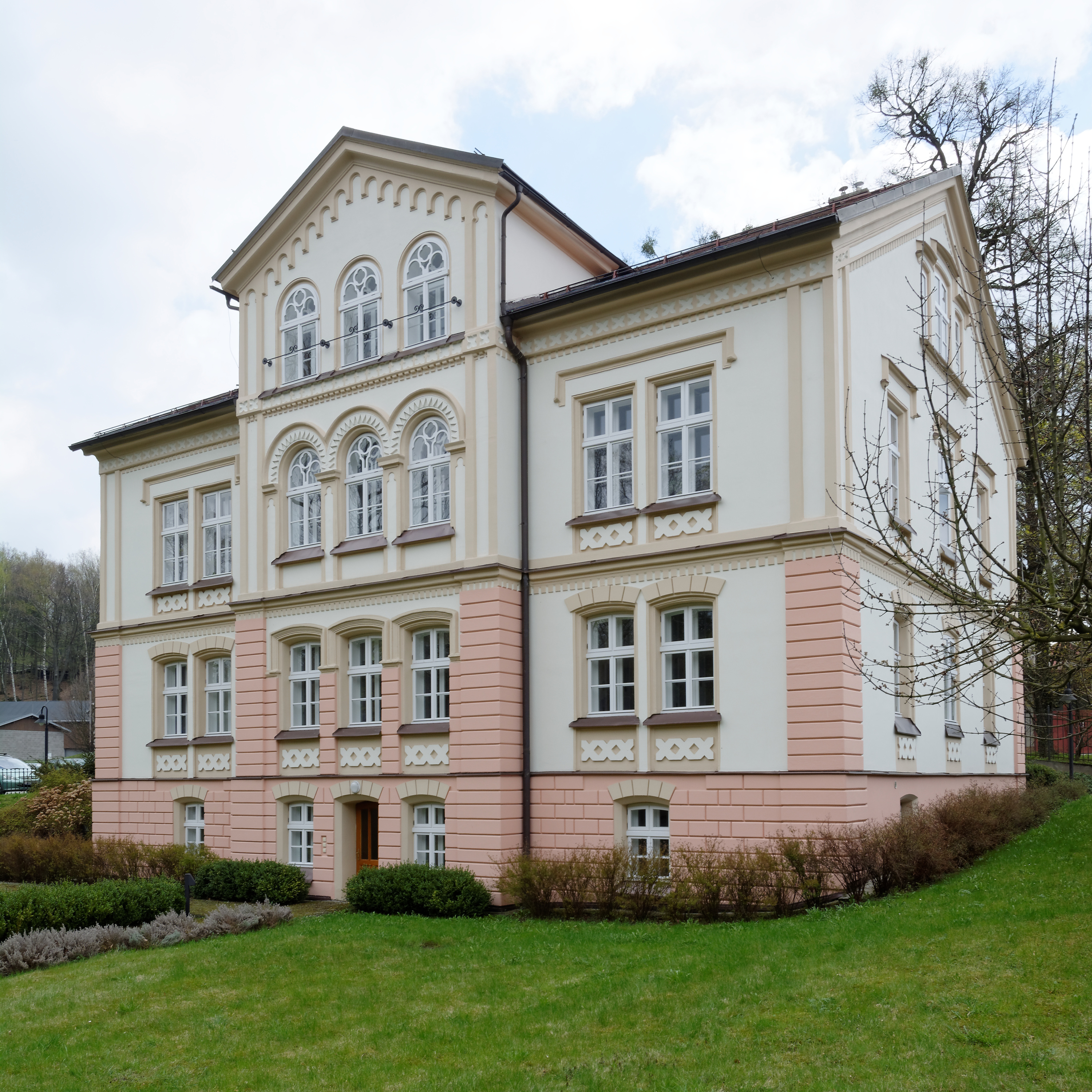
Správní budova, Palackého čp. 147 (tzv. Herliczkova vila)
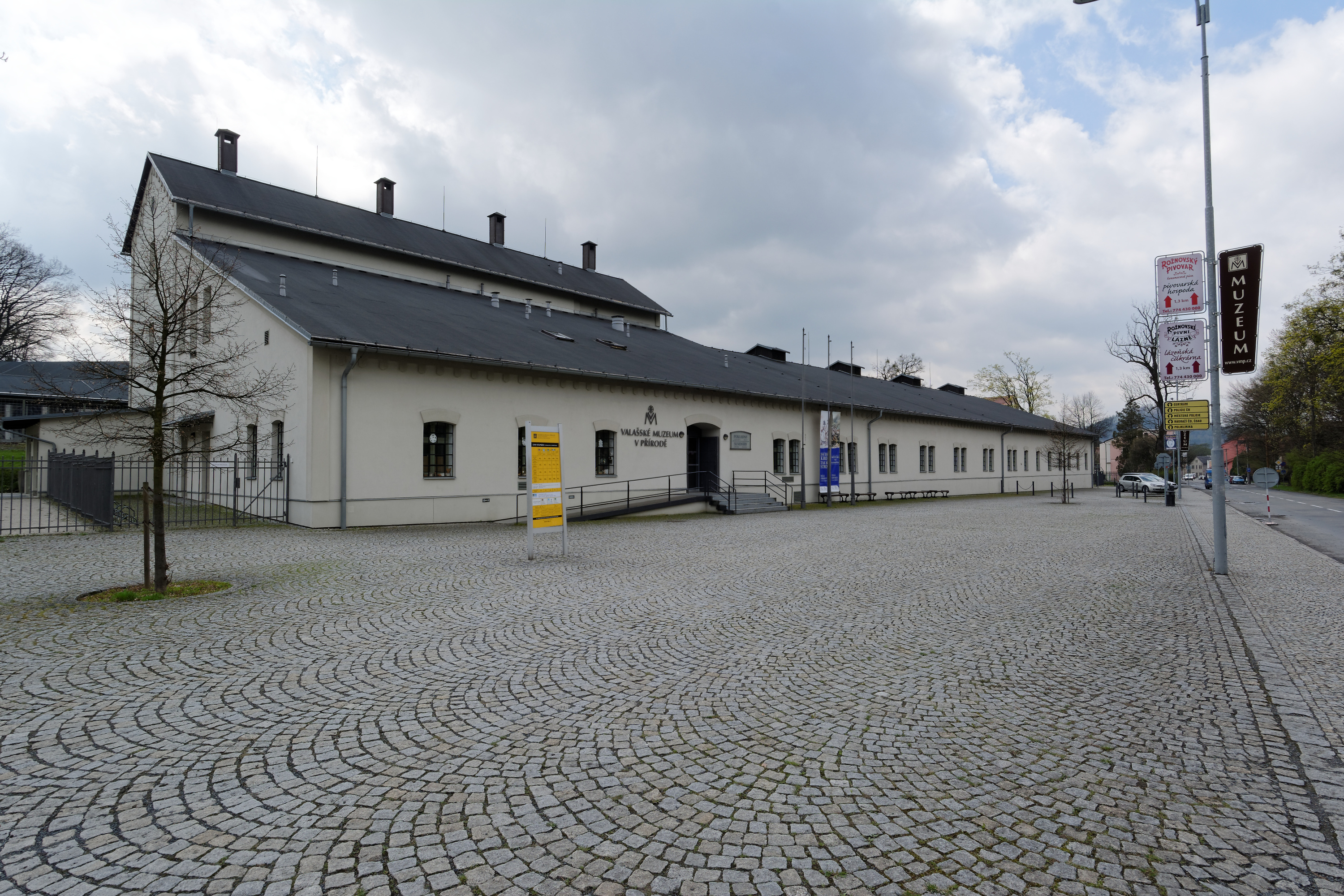
Provozní (vstupní) budova muzea, tzv. Sušák
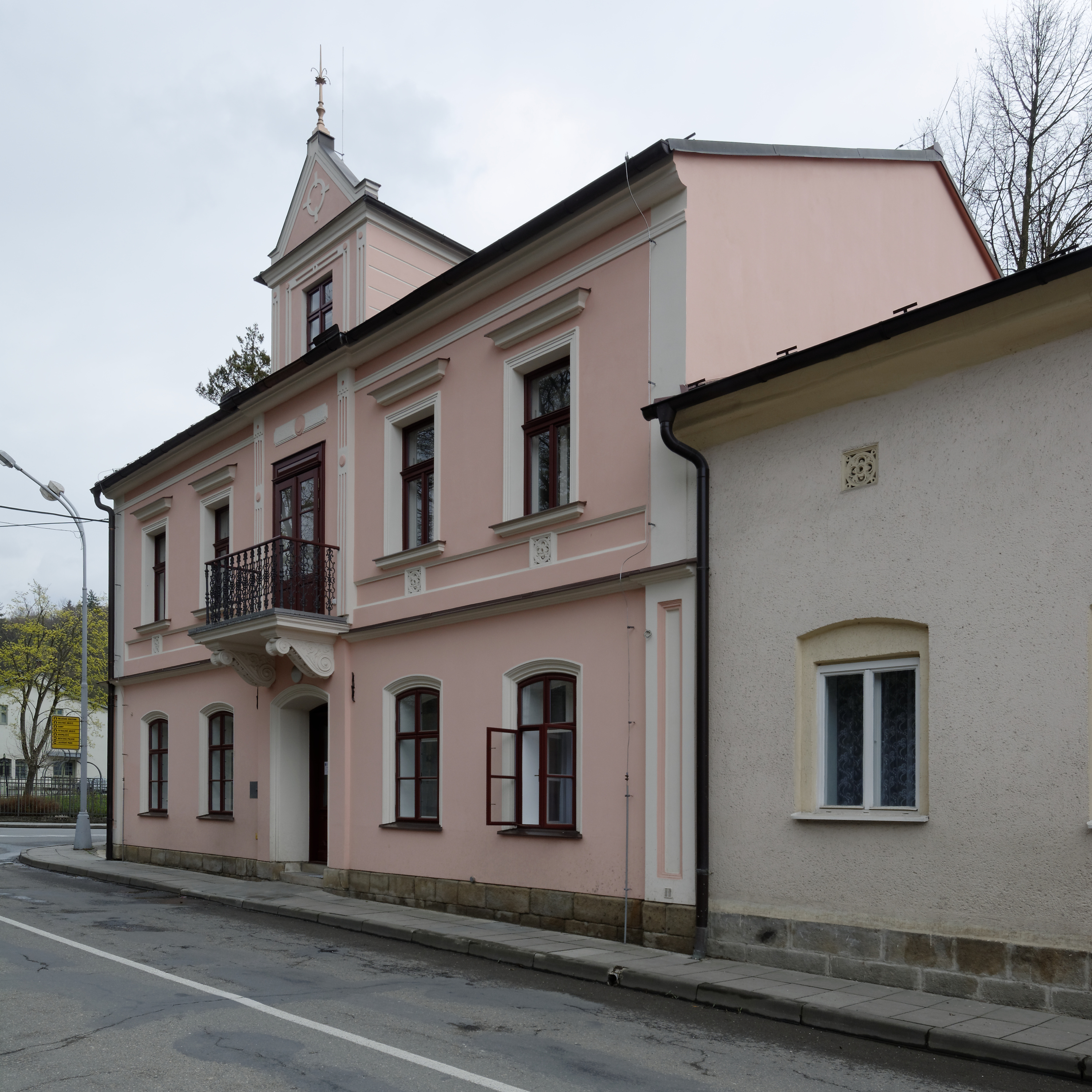
Knihovna, Palackého čp. 483 a 484 (tzv. Wilkův dům)
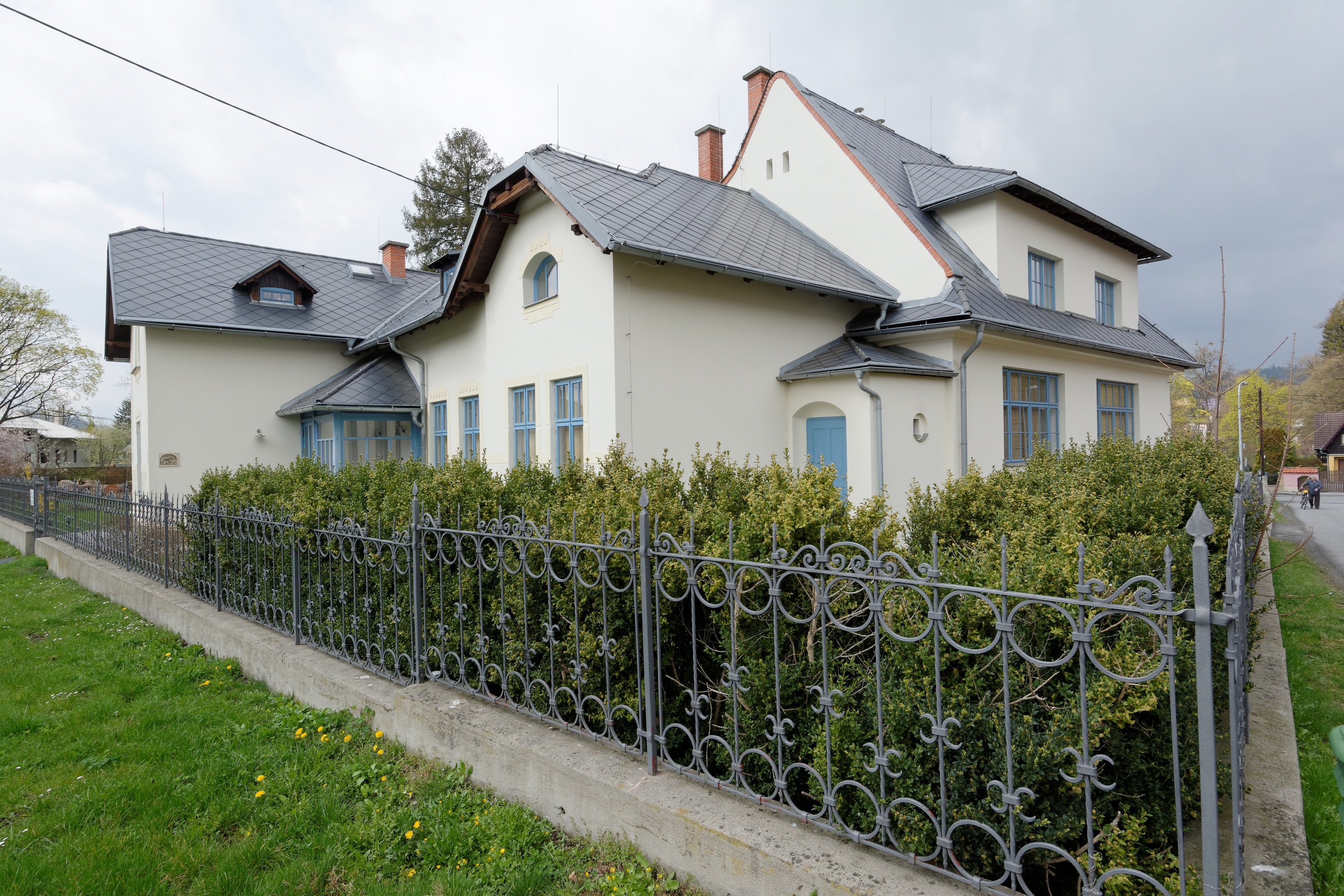
Genealogické centrum Valašska, Čechova čp. 518 (původně vila a dílny Aloise Jaroňka)

## Ediční činnost Valašského muzea v přírodě

### Malé tisky
Muzeum začalo vydávat takzvané „malé tisky” v roce 1968, celkem vyšlo 12 svazků, například:
- sv. 1: Joža Ország-Vranecký: Lidové hudební nástroje na Valašsku, 1968
- sv. 2: Joža Ország-Vranecký: Dýmkařství na východní Moravě, 1972
- sv. 3: Věra Otevřelová: Rožnovská výšivka, 1972
- sv. 4: Joža Ország-Vranecký: Valašské kovářství, 1973
- sv. 6: Ladislav Buzek: Valašská dědina, 1974
- sv. 7: Marie Salichová: Modrotisk na Valašsku, 1975
- sv. 8: Eva Urbachová ; Joža Orszák-Vranecký: Křiváčkářství na Valašsku, 1978
- sv. 9: Milena Habustová: Život kolem valašské pece, úvodní text Jaroslav Štika, fotografie Ladislav Buzek a Bedřich Přikryl, 1976
- sv. 10: Jiří Langer (etnolog): Mlýnská dolina

Dalšími svazky jsou průvodce muzeem.

### Sborníky
V roce 1973 začalo vydávání sborníků řady Agricultura Carpatica, z důvodu konfliktu se stejnojmenným maďarským sborníkem přejmenován na Museum vivum (některé svazky vyšly souběžně).
- Agricultura Carpatica I., rok 1973
- Agricultura Carpatica II., borník referátů přednesených na konferenci v Rožnově pod Radhoštěm ve dnech 28.–30. května 1979, příprava vydání a redakce Marie Brandstettrová; úvod Jaroslav Štika, rok 1981
- Agricultura carpatica III., Sborník konference 8.–10. října 1981, vyšlo: 1985
- Museum vivum I., Konference muzeí v přírodě 28.–30. 9. 1983, vyšlo: 1985
- Museum vivum II. = Agricultura carpatica IV, rok 1987
- Museum vivum III., Konference 6.–8. října 1987, vyšlo 1988
- Museum vivum: Sborník Valašského muzea v přírodě v Rožnově pod Radhoštěm. Rožnov pod Radhoštěm: Valašské muzeum v přírodě, I. ročník, 2005; ISBN 80-239-6243-4
- Museum vivum: Sborník Valašského muzea v přírodě ... . Rožnov pod Radhoštěm: Valašské muzeum v přírodě, II. ročník, 2006; ISBN 978-80-239-8984-7
- Museum vivum: Sborník Valašského muzea v přírodě ... . Rožnov pod Radhoštěm: Valašské muzeum v přírodě, III.–IV. ročník, 2007–2008. ISBN 978-80-87210-25-3
  - Sborník příspěvků z konference Staré památnosti se zapisují--: konané ve dnech 3. a 4. října 2007 v Rožnově pod Radhoštěm. Rožnov pod Radhoštěm: Valašské muzeum v přírodě, 2007. ISBN 978-80-87210-14-7 (příloha sborníku Museum Vivum)
- Museum vivum: Sborník Valašského muzea v přírodě ... . Rožnov pod Radhoštěm: Valašské muzeum v přírodě, V. ročník, 2009; ISBN 978-80-87210-32-1
- Museum vivum: Sborník Valašského muzea v přírodě ... . Rožnov pod Radhoštěm: Valašské muzeum v přírodě, VI. ročník, 2010; ISBN 978-80-87210-43-7
- Museum vivum: Sborník Valašského muzea v přírodě ... . Rožnov pod Radhoštěm: Valašské muzeum v přírodě, VII.–VIII. ročník, 2011–2012; ISBN 978-80-87210-44-4
- Museum vivum: Sborník Valašského muzea v přírodě ... . Rožnov pod Radhoštěm: Valašské muzeum v přírodě, IX. ročník, 2013. ISBN 978-80-87210-48-2
- Museum vivum: Sborník Valašského muzea v přírodě ... . Rožnov pod Radhoštěm: Valašské muzeum v přírodě, X. ročník, 2014–2015. ISBN 978-80-87210-53-6

Náměty sborníku Museum vivum XII (2017) uvedeny na stránkách Metodického centra pro muzea v přírodě.

### Pozůstalost Ludvíka Kunze
Muzeum získalo pozůstalost etnografa Ludvíka Kunze, z ní postupně zpracovalo ceněnou čtyřdílnou publikaci Nástroje lidové hudby v Čechách, na Moravě a ve Slezsku, k vydání z pozůstalosti připravili Iveta Eclerová a Radoslav Vlk:
- Svazek 1., A, B, ISBN 978-80-87210-15-4
- Svazek 2., C, Č, D, E, F, G, H, ISBN 978-80-87210-19-2
- Svazek 3., Ch, I, J, K, L, M, N, O, P, Q, ISBN 978-80-87210-21-5
- Svazek 4., R, Ř, S, Š, T, Ť, U, V, W, X, Y, Z, Ž, ISBN 978-80-87210-34-5

### Výroční publikace
K významným výročím muzea vydány reprezentativní publikace:
- 2005 Valašské muzeum v přírodě v Rožnově pod Radhoštěm 1925–2005, editor Jiřina Veselská s kolektivem, ISBN 80-239-4462-2
- 2010 Vitajte ve Valašském muzeu v přírodě v Rožnově pod Radhoštěm, text Oldřich Šuléř, ISBN 978-80-87210-23-9
- 2015 Uchováno budoucím generacím: devadesát let sbírkotvorné činnosti Valašského muzea v přírodě v Rožnově pod Radhoštěm, editor: Eva Románková, ISBN 978-80-87210-51-2